# Kosaki-Rutki (gmina)
Kosaki-Rutki (inne formy nazwy: 1867 Kosakowo; 1868 Kossaki / Kassaki; 1921 Kossaki-Rutki; od 1925 Kołaki) – dawna gmina wiejska istniejąca do 1925 roku w woj. białostockim (dzisiejsze woj. podlaskie). Nazwa gminy pochodzi od wsi Kosaki-Rutki, lecz siedzibą władz gminy były Kołaki Kościelne.
Za Królestwa Polskiego gmina należała do powiatu łomżyńskiego w guberni łomżyńskiej.
W okresie międzywojennym gmina Kosaki-Rutki należała do powiatu łomżyńskiego w woj. białostockim. 1 lipca 1925 roku z części obszaru gminy Kosaki-Rutki utworzono nową gminę Rutki, a pozostałą część przemianowano na gminę Kołaki (od nazwy siedziby gminy).
Według Powszechnego Spisu Ludności z 1921 roku gminę zamieszkiwało 7.698 osób, 6.874 było wyznania rzymskokatolickiego, 4 prawosławnego, 10 ewangelickiego, 1 greckokatolickiego a 809 mojżeszowego. Jednocześnie 6.955 mieszkańców zadeklarowało polską przynależność narodową, 5 rosyjską, 737 żydowską, a 1 rusińską. Było tu 1.059 budynków mieszkalnych.